# اچ‌ام‌سی‌اس ویبرن (کی۱۷۳)
اچ‌ام‌سی‌اس ویبرن (کی۱۷۳) (به انگلیسی: HMCS Weyburn (K173)) یک کشتی بود که طول آن ۲۰۵ فوت (۶۲٫۴۸ متر) بود. این کشتی در سال ۱۹۴۰ ساخته شد.